# Северо-Восточный регион (Северная Македония)
Северо-Восточный регион (макед. Североисточен регион) — один из восьми статистических регионов Северной Македонии. Название происходит от географического положения.
Северо-Восточный регион включает шесть общин, расположенных в северо-восточной части страны. Крупнейшими городами являются Куманово и Крива-Паланка. По результатам переписи 2002 года в общинах Северо-Восточного региона проживают 172 787 жителей. Общая площадь общин региона — 2314 км².
| № | Община           | Административный центр | Площадь общины, км² | Население, чел. (2002) | Плотность, чел./км² |
| - | ---------------- | ---------------------- | ------------------- | ---------------------- | ------------------- |
| 1 | Кратово          | город Кратово          | 375                 | 10 441                 | 27,84               |
| 2 | Крива-Паланка    | город Крива-Паланка    | 482                 | 20 820                 | 43,20               |
| 3 | Куманово         | город Куманово         | 432                 | 105 484                | 244,18              |
| 4 | Липково          | село Липково           | 270                 | 27 058                 | 100,21              |
| 5 | Ранковце         | село Ранковце          | 240                 | 4144                   | 17,27               |
| 6 | Старо-Нагоричане | село Старо-Нагоричане  | 515                 | 4840                   | 9,40                |
|   | Всего            |                        | 2314                | 172 787                | 74,67               |

Этнический состав населения региона согласно переписи 2002 года: